# كتاب فن البساطة
كتاب فن البساطة من تأليف الفرنسية لورا ، ترجمة لينة دعبول.
تأثرت مؤلفة الكتاب بطريقة اليابانيين في الحياة وذلك من خلال إقامتها الطويلة في اليابان حيث تعرفت على طرق معيشة أهل اليابان وتعاملهم في مجالات الحياة المادية والروحية ببساطة اعتماداً على مبدأ (( القليل بغية الكثير )) وقد حاولت المؤلفة عرض المبادئ التي تساعد المرأة لتعيش سعيدة في جسدها وفكرها مع نفسها ومن ثم مع الآخرين، ويقدم الكتاب الأناقة والسعادة والحياة الفاضلة .. ويمكن ملاحظة تأثر المؤلفة بـالفلسفات الشرقية بشكل واضح .<1>
الطبعة الأولى 1430 هـ / 2009م ( صدرت الطبعة باتفاقية نشر خاصة بين شركةالعبيكان للأبحاث والتطوير ومؤسسة محمد بن راشد آل مكتوم )
<1> منقول من ظهر غلاف الكتاب ( بتصرف )